# Janusz Gajos
Janusz Gajos (phát âm tiếng Ba Lan: [ˈjanuʂ ˈɡajɔs]; sinh ngày 23 tháng 9 năm 1939)  là một diễn viên điện ảnh, diễn viên truyền hình và sân khấu người Ba Lan. Ông đồng thời là một nhà sư phạm và nhiếp ảnh gia. Janusz Gajos là Giáo sư bộ môn Nghệ thuật Sân khấu và là Tiến sĩ Danh dự của Trường Điện ảnh Quốc gia ở Łódź. ông được xem là một trong những diễn viên vĩ đại nhất của Ba Lan.

## Cuộc đời và sự nghiệp
Janusz Gajos sinh tại Dąbrowa Górnicza. Năm 11 tuổi, ông chuyển đến Będzin. Năm 1957, ông tốt nghiệp trường Trung học số 3. Năm 1965, ông tốt nghiệp Trường Điện ảnh Quốc gia ở Łódź với tấm bằng xuất sắc mặc dù từng bị từ chối ba lần trong các kỳ tuyển sinh. Khi còn đang học ở trường điện ảnh, năm 1964, Janusz Gajos có vai diễn đầu tiên trong bộ phim thiếu nhi Panienka z okienka của đạo diễn Maria Kaniewska. Ngay sau đó, ông được chọn vào vai Janek Kos trong sê-ri phim truyền hình nổi tiếng về Chiến tranh thế giới thứ hai Czterej pancerni i pies (Four Tank Men and a Dog). Ông đóng vai chính trong nhiều bộ phim và vở kịch sân khấu khác, đặc biệt là trong Three Colors: White của Krzysztof Kieślowski, Interrogation của Ryszard Bugajski, Man of Marble của Andrzej Wajda, Escape from the 'Liberty' Cinema của Wojciech Marczewski, Pigs của Władysław Pasikowski, The Revenge của Andrzej Wajda, Body của Małgorzata Szumowska  và Clergy của Wojciech Smarzowski.
Trong sự nghiệp diễn xuất của mình, Janusz Gajos đã diễn tại nhiều sân khấu bao gồm Nhà hát Stefan Jaracz ở Łódź cũng như Nhà hát Komedia, Nhà hát Ba Lan, Kwadrat, Nhà hát Kịch và Nhà hát Quốc gia ở Warsaw. Năm 2003, ông trở thành giảng viên tại Trường Điện ảnh Quốc gia ở Łódź. Ông cũng nổi tiếng với một vai diễn trong chương trình được yêu thích Olga Lipińska's Cabaret.
Năm 2010, Janusz Gajos công khai ủng hộ sự ứng cử của Bronisław Komorowski trong Cuộc bầu cử Tổng thống Ba Lan năm 2010 cũng như trong Cuộc bầu cử Tổng thống Ba Lan năm 2015.
Năm 2007, Janusz Gajos được nhận Huy chương Vàng vì những đóng góp của ông cho nền văn hóa – Gloria Artis. Năm 2011, ông được trao tặng Thập tự Chỉ huy với Ngôi sao Huân chương Polonia Restituta. Janusz Gajos là người năm lần đoạt Giải thưởng Điện ảnh Ba Lan, trong đó gồm Giải thưởng Điện ảnh Ba Lan cho Thành tựu trọn đời năm 2016.

## Tác phẩm điện ảnh

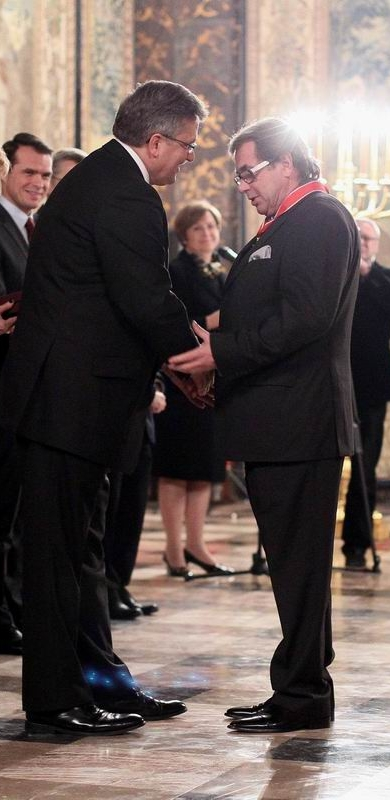
Janusz Gajos nhận Thập tự Chỉ huy với Ngôi sao Huân chương Polonia Restituta từ Tổng thống Bronisław Komorowski, 2011

- Solid Gold (2019), trong vai sĩ quan CBŚ Nowicki
- Clergy (2018), trong vai Tổng giám mục Mordowicz
- Kamerdyner (2018), trong vai Bazyli Miotke
- Breaking the Limits (2017)
- Blindness (2016)
- Body (2015)
- The Closed Circuit[11]
- Ekipa, trong vai nguyên Thủ tướng Henryk Nowasz
- Pitbull (2005)
- Hamlet (2004/II) (TV), trong vai Claudius
- Zemsta (2002) The Revenge, trong vai Cześnik Raptusiewicz
- Chopin. Pragnienie miłości (2002) Chopin: Desire for Love, trong vai Duke Konstanty Pawlowicz
- Tam i z powrotem (2002) There and Back, trong vai Andrzej Hoffman
- Przedwiośnie (2001) The Spring to Come, trong vai Seweryn Baryka
- Weiser (2001), trong vai Nhà nghiên cứu đồ cổ
- Żółty szalik (2000) (TV)
- To ja, złodziej (2000) It's Me, the Thief, trong vai Roman Wyskocz
- Ostatnia misja (2000) The Last Mission, trong vai Điều tra viên cảnh sát
- Egzekutor (1999), trong vai Kowalik
- Fuks (1999), trong vai Cảnh sát
- Szczęśliwego Nowego Jorku (1997) Happy New York, trong vai Giáo sư
- Czas zdrady (1997), trong vai Messer Niccolo
- Poznań 56 (1996), trong vai Giáo sư
- Akwarium (1996)
- Łagodna (1995) A Gentle Woman, trong vai He
- Śmierć jak kromka chleba (1994) Death like a Slice of Bread, trong vai Miodek
- Trzy kolory: Biały (1994) Three Colors: White, trong vai Mikolaj
- Straszny sen Dzidziusia Górkiewicza (1993) The Terrible Dream of Babyface Gorkiewicz
- Szwadron (1993) Squadron
- Coupable d'innocence (1992) When Reason Sleeps
- Psy (1992) Pigs, trong vai Gross
- Ucieczka z kina 'Wolność' (1991) Escape From the 'Liberty' Cinema, trong vai Cenzor
- Stan wewnętrzny (1990) Inner State
- Dekalog (1989) The Decalogue sê-ri TV (mini), trong vai Michal
- Piłkarski poker (1989) Soccer Poker, trong vai Trọng tài Jan Laguna
- Dekalog, cztery (1988) (TV) Honor Thy Father and Thy Mother, trong vai Michal
- Big Bang (1986) (TV), trong vai Janek
- Hamlet we wsi Głucha Dolna (1985) (TV)
- Rok spokojnego słońca (1984) The Year of the Quiet Sun, trong vai Người trông trăng
- Wedle wyroków twoich... [pl] (1984) After Your Decrees, trong vai Tài xế
- Alternatywy 4 (1983) sê-ri TV, trong vai Jan Winnicki
- Gwiezdny pył (1982)
- Limuzyna Daimler-Benz (1982) The Consul, trong vai Kuschmerek
- Nieciekawa historia (1982) Uninteresting Story
- Przesłuchanie (1982) Interrogation, trong vai Major Zawada "Kapielowy"
- From a Far Country [it] (1981) Z dalekiego kraju
- Człowiek z żelaza (1981) Man of Iron, trong vai Phó chủ tịch Ủy ban
- Wahadełko (1981) Shilly-Shally
- Wojna światów - następne stulecie (1981) The War of the World: Next Century
- Dyrygent (1980) Orchestra Conductor, trong vai Quan chức cao cấp
- Kontrakt [fr] (1980) The Contract, trong vai Boleslaw Bartoszuk
- Kung-Fu (1979), trong vai Tổng biên tập Maciek
- Co mi zrobisz, jak mnie złapiesz? (1978) What Will You Do When You Catch Me?, trong vai Giám đốc siêu thị
- Milioner [pl] (1978) Millionaire, trong vai Józef Mikula
- Mgła (1976) The Fog
- Wakacje z duchami (1970) sê-ri TV, trong vai Antoniusz
- Bicz boży (1967) God's Whip, trong vai Klen
- Stajnia na Salwatorze (1967) Stall on Salvador
- Bariera (1966) Barrier (uncredited), trong vai Tài xế xe điện với chữ cái "E"
- Czterej pancerni i pies (1966) sê-ri TV, trong vai Pvt./Cpl./Sgt./Lt. Jan Kos
- Szyfry (1966) The Codes, trong vai Tu sĩ White
- Panienka z okienka (1964)